# Across the Starlit Sky
Across The Starlit Sky är den första utgivna mini-CDn på ett skivbolag av det svenska power metalbandet Morifade, utgivet 1998.

## Låtlista
1. Enter The Past
2. Tomorrow Knows
3. Starlit Sky
4. Distant World

## Medverkande
- Sång: Christian Stinga-Borg
- Gitarr: Jesper Johansson
- Gitarr: Fredrik Johansson
- Bas: Henrik Weimedal
- Trummor: Kim Arnell